# Puerto de San Lorenzo
Der Puerto de San Lorenzo ist eine 1347 Meter hohe Passstraße in der Provinz Asturien, die die Gemeinde Somiedo im Westen mit Teverga im Osten verbindet. Die AS-265 verläuft dabei zwischen den Ortschaften La Riera und San Martín.

## Lage & Streckenführung
Der Puerto de San Lorenzo führt durch den westlichen Teil des Parque Natural Las Ubiñas-La Mesa. Er verläuft zwischen den Gipfeln der Picu Mirandiella und Picu Piedraxueves und liegt rund 50 Kilometer südwestlich von Oviedo.
Die Westauffahrt von Somiedo beginnt in der Ortschaft La Riera und weist auf einer Länge von 10 Kilometern eine durchschnittliche Steigung von 8,5 % auf. Der Steigungsschnitt der gut ausgebauten Straße liegt auf den ersten drei Kilometern bei über 10 %, ehe die Straße kurz vor Las Morteras zum ersten Mal abflacht. Vor Orderias nehmen die Steigungsprozente nach zwei flacheren Kilometern wieder deutlich zu, wobei erneut Rampen von bis zu 15 % erreicht werden. Nach drei steilen Kilometern folgt ein knapper weiterer flacher Kilometer, ehe die letzten 1500 Meter mit rund 9 % auf die Passhöhe führen.
Die Ostauffahrt von Teverga hat ihren Ausgangspunkt in der Ortschaft San Martín. Sie ist 11,2 Kilometer lang und weist eine durchschnittliche Steigung von 8 % auf. Die Auffahrt lässt sich in zwei Abschnitte einteilen. Auf den ersten 5,5 Kilometern werden die Ortschaften La Plaza, Quintanal und Villanueva durchfahren. Hier liegt die durchschnittliche Steigung bei rund 6 %, wobei der letzte Kilometer nahezu flach verläuft. Auf den letzten 5,7 Kilometern hingegen fällt die Steigung kaum unter 10 %. Nach Tuiza wird zudem ein Kilometer mit einer durchschnittlichen Steigung von mehr als 12 % erreicht.

## Radsport
Bei der Vuelta a España wurde der Puerto de San Lorenzo erstmals im Jahr 2006 auf der 9. Etappe überquert. Damals diente die Westauffahrt als vorletzter Anstieg des Tages, ehe die Etappe auf der Alto de La Cobertoria zu Ende ging. Mit David Arroyo führte ein Spanier als erster Fahrer über den Pass der höchsten Kategorie (Categoría especial).
Nach längerer Abwesenheit kehrte der Pass im Jahr 2010 ins Programm der Spanien-Rundfahrt zurück und wurde auch in den anschließenden Jahren überquert. In den Jahren 2010 und 2012 wurde erneut die Westauffahrt befahren, während in den Jahren 2011 und 2014 die Ostauffahrt genutzt wurde. Von beiden Seiten wurde der Pass ab dem Jahr 2010 als Bergwertung der 1. Kategorie klassifiziert. Die Ostauffahrt wurde in jenen Jahren Kombination mit dem Anstieg der Alto de la Farrapona absolviert.
Die nächsten Überquerungen des Puerto de San Lorenzo erfolgten 2019, 2020 und 2021, wobei die Organisatoren der Vuelta a España beide Auffahrten erneut nutzen. Während der Pass in den Jahren 2019 und 2021 in der frühen Rennphase passiert wurde, diente er bei der im Jahr 2020 erneut als vorletzter Anstieg, ehe die Etappe erneut mit einer Bergankunft auf der Alto de la Farrapona endete.
Im Jahr 2023 wurde der Puerto de San Lorenzo im Rahmen der 18. Etappe befahren werden. Die Passhöhe wurde in etwa zur Hälfte der Renndistanz von der Westauffahrt erreicht, ehe es zum Ziel auf dem Mirador de la Cruz de Linares ging. Der Pass wurde erneut als Bergwertung der 1. Kategorie klassifiziert. Remco Evenepoel führte über den Pass und stand somit rein rechnerisch als Sieger der Bergwertung der 78. Austragung der Spanien-Rundfahrt fest.
| Jahr | Etappe     | Bergwertung   | Fahrer               | Auffahrt |
| ---- | ---------- | ------------- | -------------------- | -------- |
| 2006 | 9. Etappe  | ESP Kategorie | David Arroyo         | West     |
| 2010 | 16. Etappe | 1. Kategorie  | Luis Léon Sánchez    | West     |
| 2011 | 14. Etappe | 1. Kategorie  | Rein Taaramäe        | Ost      |
| 2012 | 16. Etappe | 1. Kategorie  | Thomas De Gendt      | West     |
| 2014 | 16. Etappe | 1. Kategorie  | Alessandro De Marchi | Ost      |
| 2019 | 16. Etappe | 1. Kategorie  | Geoffrey Bouchard    | West     |
| 2020 | 11. Etappe | 1. Kategorie  | Guillaume Martin     | Ost      |
| 2021 | 18. Etappe | 1. Kategorie  | Michael Storer       | West     |
| 2023 | 18. Etappe | 1. Kategorie  | Remco Evenepoel      | West     |